# Xã Lenox, Quận Ashtabula, Ohio
Xã Lenox (tiếng Anh: Lenox Township) là một xã thuộc quận Ashtabula, tiểu bang Ohio, Hoa Kỳ. Năm 2010, dân số của xã này là 1.450 người.